# Hogna ornata
Hogna ornata este o specie de păianjeni din genul Hogna, familia Lycosidae. A fost descrisă pentru prima dată de Perty, 1833. Conform Catalogue of Life specia Hogna ornata nu are subspecii cunoscute.